# Montezumia koenigsmanni
Montezumia koenigsmanni är en stekelart som beskrevs av Willink 1982. Montezumia koenigsmanni ingår i släktet Montezumia och familjen Eumenidae. Inga underarter finns listade i Catalogue of Life.